# Őr-hegy
Őr-hegy är en kulle i Ungern.   Den ligger i provinsen Pest, i den centrala delen av landet, 50 km öster om huvudstaden Budapest. Toppen på Őr-hegy är 184 meter över havet.
Terrängen runt Őr-hegy är huvudsakligen platt. Runt Őr-hegy är det ganska tätbefolkat, med 149 invånare per kvadratkilometer. Närmaste större samhälle är Monor, 15,6 km väster om Őr-hegy. Trakten runt Őr-hegy består till största delen av jordbruksmark.